# Opríchnina

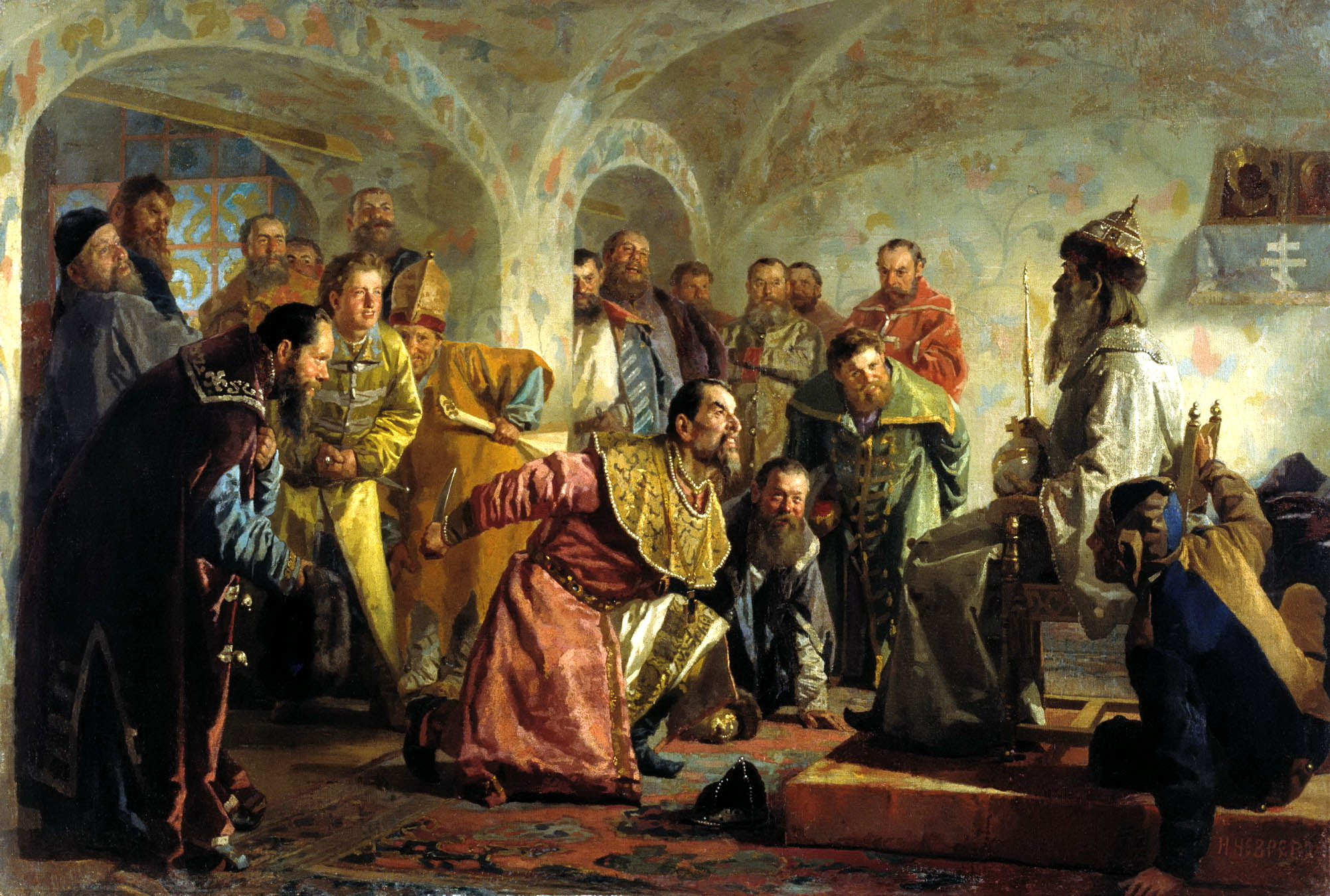
Los opríchniks. Óleo de Nikolái Névrev.

La Opríchnina (опри́чнина) fue una porción del territorio ruso controlada directamente por el zar Iván el Terrible. La palabra deriva del ruso antiguo (опричь) oprich, y significa ‘aparte’, ‘a excepción de’. Por extensión, opríchnina designó el periodo de poder despótico del monarca Iván IV el Terrible y a su propia guardia personal, los opríchniks, famosa por su despiadada crueldad contra la población, que diezmó considerablemente la ciudad de Nóvgorod.
Actualmente, el término opríchnina se utiliza como sinónimo de tiranía y de poder absoluto ejercido con extremo rigor y crueldad.

## Historia
En 1564, el príncipe Andréi Kurbski condujo un ejército lituano contra Rusia, devastando la región de Velíkiye Luki. El zar Iván IV sospechando que los otros aristócratas estaban preparados para traicionarlo, decide abandonar Moscú el 3 de diciembre de 1564, llevándose todas sus reliquias históricas y religiosas, sin designar sucesor en la jefatura del estado, instalándose en Aleksándrov, a 120 km de Moscú, con su segunda esposa, la zarina María Temryúkovna, los zarévichs y todos los miembros de la corte. El 3 de enero de 1565 dirigió al arzobispo metropolitano de Moscú, Afanasio, una carta en la cual describe la traición de los boyardos y anuncia su intención de abdicar.
Una delegación compuesta por la Iglesia, el arzobispo metropolitano, boyardos y comerciantes se dirigió a Aleksándrov para pedirle que regresara a Moscú y recobre la corona. Iván pone una sola condición, que se acepte darle un poder ilimitado. El clero debe, por tanto, renunciar a su derecho de interceder en favor de personas caídas en desgracia y los boyardos a la garantía de una justicia equitativa. La delegación acepta las condiciones y un mes más tarde el zar regresa a Moscú.

## La creación de laOpríchnina

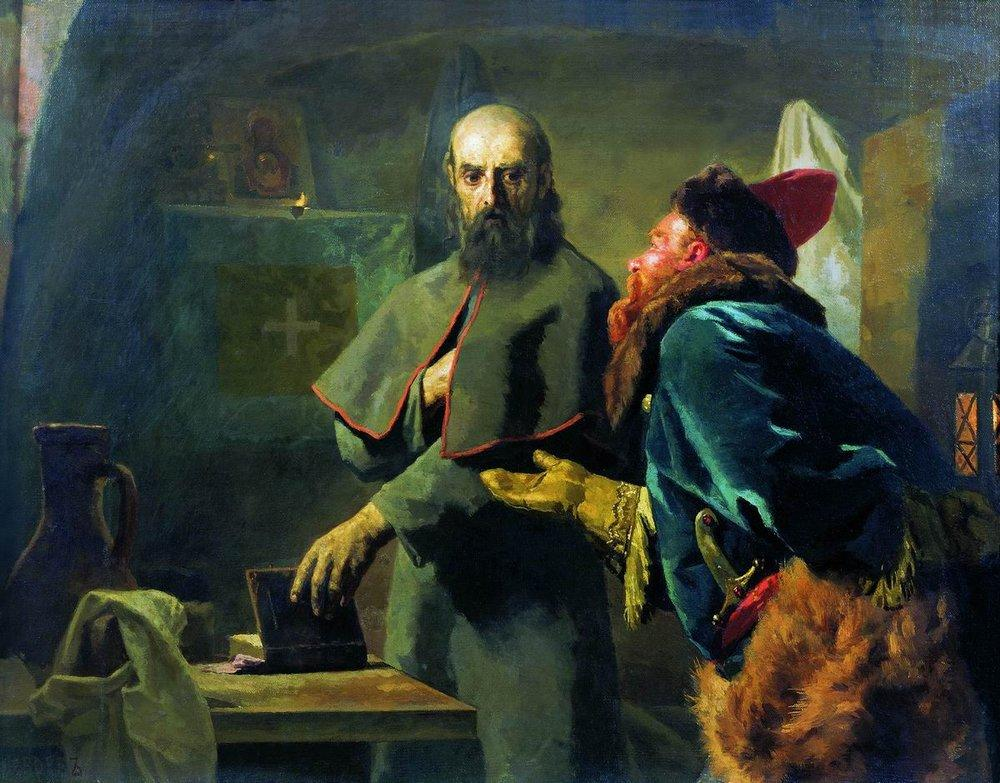
El metropolita Filip II y Maliuta Skurátov. Por Nikolái Névrev, 1898.

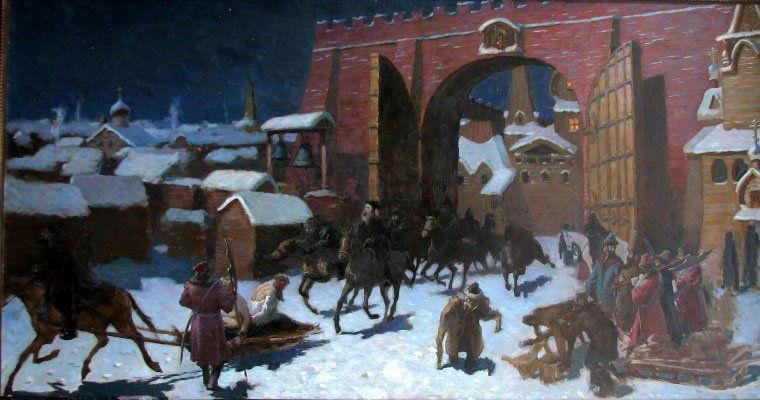
Opríchniki. Por Vasili Judiakov, 1871.

El mismo mes, un ukaz del Zar divide el Principado de Moscú o Moscovia en dos territorios: la Zémschina que conserva la antigua administración zarista, y la Opríchnina (el noreste) donde Iván detenta un poder absoluto. En el mismo decreto, el Zar crea los opríchnik, una tropa de élite que mantiene una obediencia ciega. Estos hombres, que el pueblo llama la tropa satánica, iban vestidos de negro, con una escoba y un cráneo de perro como insignia, siendo su lema: Barrer las Rusias, y morder la traición. La Opríchnina se vio posteriormente debilitada con la muerte de los tres principales elegidos por el Zar, Alekséi Basmánov, Afanasi Viázemski y Maliuta Skurátov.
El sistema de Opríchnina duró de 1565 a 1572, siete años durante los cuales Iván se esfuerza en aniquilar a sus adversarios y en romper el antiguo régimen de gobierno, que no le conviene. La represión hace que algunos boyardos incluso inciten a Lituania a intervenir. La Opríchnina intercepta los mensajes e intensifica la represión y las purgas. El arzobispo metropolitano, Felipe, intenta interceder en favor de los prisioneros y es arrestado y asesinado. Iván se encarga igualmente de los Stáritski: su tía Eufrosinia y el hijo de ésta, Vladímir, son obligados a envenenarse.
En 1570, Iván, preocupado por el valor estratégico de Nóvgorod en la guerra contra la Orden Teutónica y Suecia, descubre que los hilos del complot conducen a Nóvgorod. Sus opríchniks saquean, incendian y destruyen la ciudad, asesinando a 30.000 habitantes, aunque algunos historiadores modernos los sitúan en alrededor de 2.000 a 3.000 muertos, considerando que después de las hambrunas y epidemias de 1560, la población de Nóvgorod no excedía de 10.000 a 20.000 habitantes.
De regreso a Moscú, la tropa satánica ataca a los nobles sin título y los masacra. El mismo año, Iván cree que sus fieles asistentes Alekséi Basmánov y Afanasi Viázemski intentan traicionarlo y son ejecutados sumariamente.
Este sistema ha sido visto por algunos historiadores como una herramienta contra la poderosa nobleza hereditaria rusa de los boyardos quienes se oponían a la centralización.
La Opríchnina fue tratada de forma similar a la Iglesia de su tiempo, gozando de la misma libertad de impuestos como la Iglesia, teniendo su misma organización monástica, incluso Iván mismo se proclamó Abad de la Opríchnina. 
La única diferencia entre estos dos, es que una fue creada como un medio exclusivo para cumplir la voluntad de Iván en su territorio.

## El fin de laOpríchnina
En 1560, en el periodo conocido como la Pequeña Edad de Hielo, en una combinación de cosechas pobres, plagas, incursiones polaco-lituanas, suecas, ataques de los tártaros y la Liga Hanseática, Rusia fue devastada. El precio de los granos aumentó a un factor de diez, el valor de las tierras otrora fértiles había caído por debajo de las del resto del país, causando que los que vivían en la Opríchnina se mudaran a otras regiones; de esta manera la existencia de estos dos sistemas de autoridad (la Opríchnina y la Zémschina) condujo a la desorganización política y económica del país.
Iván comenzó a dudar de la utilidad de la Opríchnina después de las ejecuciones de Basmánov y Viázemski. Varios miembros de su guardia de élite, encargados de asegurar su seguridad, fueron acusados de traición. La muerte de su tercera esposa Marfa Sobákina, quince días después de su boda, lo convence de que algunos de sus guardias han podido envenenarla. La tropa comprende ahora a unos 6 000 hombres que saquean los territorios de la Zémschina, sin que Iván lo hubiera autorizado.
En la primavera de 1571, los tártaros de Crimea invaden Rusia y llegan a Moscú, a la que incendian parcialmente, sin que los opríchniks movieran un dedo para defender la ciudad. Iván sospecha que lo han traicionado en beneficio del Jan del Kanato de Crimea.
Decide entonces castigarlos severamente. En julio de 1572, un nuevo ukaz abolió el sistema de la Opríchnina y los opríchniks fueron disueltos. En ella los territorios de la antigua Opríchnina fueron fusionados a los de la Zémschina y los antiguos propietarios recuperaron sus tierras.
Los impuestos, como había esperado Iván, no se habían incrementado, y Rusia perdió todas sus ganancias en la guerra contra Livonia, de manera que la Opríchnina no demostró una mejora considerable, sino más bien un perjuicio a la economía y estabilidad de Rusia. La Opríchnina, sin embargo, fue exitosa en instaurar un régimen de obediencia sumisa y temerosa en todo el reino.

## Consecuencias
Los historiadores rusos creen que el terror de la Opríchnina causó cerca de 10 000 muertos. Adicionalmente, los campesinos se vieron obligados a emigrar por ello hacia regiones más tranquilas, el comercio fue aniquilado y el país arruinado. La economía rusa se resintió durante años.

## Valoración histórica
Las valoraciones históricas de la oprichnina pueden variar radicalmente según la época, la escuela científica a la que pertenece el historiador, etc. Hasta cierto punto, las bases de estas valoraciones opuestas ya se sentaron en la época de Iván el Terrible, cuando  coexistían dos puntos de vista: el oficial, que consideraba la opríchnina como una acción para combatir la “traición”, y el extraoficial, que veía en ella un exceso insensato e incomprensible del “rey formidable”.

### Conceptos prerevolucionarios
Según la mayoría de los historiadores prerrevolucionarios, la opríchnina fue una manifestación de la locura mórbida y las tendencias tiránicas del zar. En la historiografía del siglo XIX, N.M. Karamzín, N.I. Kostomárov, D.I.Ilovaiski se adhirieron a este punto de vista, quienes negaron cualquier significado político y generalmente racional en la opríchnina.
A diferencia de ellos, S.M.Soloviov intentó comprender racionalmente el establecimiento de la opríchnina, explicándola en el marco de la teoría de la lucha entre los principios del Estado y del clan, y viendo la opríchnina dirigida contra la segunda, cuyos representantes considera son los boyardos. En su opinión: “La opríchnina se estableció porque el zar sospechaba que los nobles eran hostiles hacia él y quería tener con él personas que le fueran completamente leales. Asustado por la partida de Kurbski y la protesta que presentó en nombre de todos sus hermanos, John comenzó a sospechar de todos sus boyardos y tomó un medio que lo liberó de ellos, lo liberó de la necesidad de una comunicación constante y diaria con ellos”. La opinión de Soloviov fue compartida por K.N.Bestúzhev-Ryumin.
V.O. Klyuchevski veía la opríchnina de manera similar, la consideraba el resultado de la lucha del zar con los boyardos, una lucha que "no tenía un origen político, sino dinástico". Ninguno de los bandos sabía cómo llevarse bien el uno con el otro o cómo llevarse bien el uno sin el otro. Intentaron separarse, vivir uno al lado del otro, pero no juntos. Un intento de organizar tal cohabitación política fue la división del estado en opríchnina y zémschina.
E.A. Belov, hablando en su monografía "Sobre el significado histórico de los boyardos rusos hasta finales del siglo XVII", un apologista de Iván el Terrible, encuentra un profundo significado estatal en la opríchnina. En particular, la oprichnina contribuyó a la destrucción de los privilegios de la nobleza feudal, lo que impidió las tendencias objetivas de centralización del estado.
Al mismo tiempo, se están haciendo los primeros intentos de encontrar el trasfondo social y luego socioeconómico de la oprichnina, que se generalizó en el siglo XX. Según K.D.Kavelin : "La Oprichnina fue el primer intento de crear una nobleza de servicio y reemplazar con ella a los nobles del clan, en lugar del clan, el principio de sangre, para poner el principio de la dignidad personal en la administración pública".
Según S.F.Platonov, la oprichnina asestó un golpe significativo a la aristocracia de la oposición, fortaleciendo así el estado ruso en su conjunto. Una opinión similar fue compartida por N.A. Rozhkov, quien llamó a la oprichnina una expresión de la victoria del “poder autocrático del zar sobre las tendencias oligárquicas de los boyardos”. En su testamento, el zar escribió: " ¿Y si cometió oprishna y luego, por voluntad de mis hijos, Iván y Fedor, lo reparan como les resulta más rentable y el modelo que hizo está listo para ellos? ".
En su “Curso completo de conferencias sobre historia rusa”, Platonov presenta la siguiente visión de la oprichnina:
En el establecimiento de la oprichnina no hubo “destitución del Jefe de Estado del Estado”, como dijo S. M. Solovyov; por el contrario, la oprichnina tomó en sus propias manos todo el estado en su parte raíz, dejando límites a la administración "zemstvo", e incluso se esforzó por lograr reformas estatales, porque introdujo cambios significativos en la composición de la tenencia de la tierra de servicio. Al destruir su sistema aristocrático, la oprichnina estaba dirigida, en esencia, contra aquellos aspectos del orden estatal que toleraban y apoyaban tal sistema. No actuó "contra individuos", como dice V. O. Klyuchevsky, sino precisamente contra el orden y, por lo tanto, fue mucho más un instrumento de reforma estatal que un simple medio policial para reprimir y prevenir los crímenes estatales.
Platonov ve la esencia principal de la oprichnina en la enérgica movilización de la propiedad de la tierra, en la que la propiedad de la tierra, gracias a la retirada masiva de los antiguos propietarios patrimoniales de las tierras tomadas en la oprichnina, fue arrancada del anterior orden feudal apanage-patrimonial y asociado con el servicio militar obligatorio.

### Concepto soviético
Desde finales de la década de 1930, la visión predominante en la historiografía soviética fue el carácter progresista de la oprichnina, que, según este concepto, estaba dirigida contra los restos de la fragmentación y la influencia de los boyardos, considerados como una fuerza reaccionaria, y reflejaba los intereses. de la nobleza de servicio que apoyaba la centralización, que en definitiva cuenta, se identificaba con los intereses nacionales. Los orígenes de la oprichnina se vieron, por un lado, en la lucha entre la gran propiedad patrimonial y la pequeña propiedad de la tierra, y por otro lado, en la lucha entre el gobierno central progresista y la reaccionaria oposición principesca-boyarda. El punto de vista rector lo expresó J.V. Stalin en una reunión con cineastas sobre el segundo episodio de la película de Eisenstein "Iván el Terrible" (prohibida):
(Eisenstein) retrató a la oprichnina como los últimos costras, degenerados, algo así como el Ku Klux Klan estadounidense... Las tropas de oprichnina eran tropas progresistas en las que Iván el Terrible confió para reunir a Rusia en un estado centralizado contra los príncipes feudales que querían fragmentar y debilitar el suyo. Tiene una vieja actitud hacia la oprichnina. La actitud de los viejos historiadores hacia la oprichnina fue tremendamente negativa, porque consideraban las represiones de Grozny como las represiones de Nicolás II y estaban completamente distraídos de la situación histórica en la que esto sucedió. Hoy en día existe una visión diferente al respecto.
Este concepto se remonta a los historiadores prerrevolucionarios y, sobre todo, a S. F. Platonov, y al mismo tiempo se implantó por medios administrativos. Sin embargo, no todos los historiadores soviéticos siguieron la línea oficial. Por ejemplo, S. B. Veselovsky escribió:
S.F.Platonov perdió de vista el hecho de que el Código Legal de 1550 prohibía definitivamente a los hijos de boyardos que no habían recibido una jubilación completa entrar al servicio de gobernantes y particulares. <...> en el mismo 1550, se aprobó un decreto que prohibía al metropolitano y a los gobernantes aceptar a su servicio a los hijos de los boyardos sin el permiso especial del zar. Y en los años siguientes, en relación con el código de 1556 sobre alimentación y servicio de la tierra, el servicio de la tierra se volvió obligatorio y todos los terratenientes perdieron el derecho a no servir a nadie ni a servir a príncipes, boyardos y otros grandes terratenientes. Este gran golpe a los restos del feudalismo se asestó mucho antes de la oprichnina <...> Y, en general, la oprichnina no tuvo nada que ver con estas transformaciones estatales realmente importantes.
R. Yu. Vipper creía que “el establecimiento de la oprichnina fue, ante todo, una importante reforma administrativo-militar provocada por las crecientes dificultades de la gran guerra por el acceso al Mar Báltico, por la apertura de relaciones con Europa Occidental, ” y vio en él la experiencia de crear un ejército disciplinado, listo para el combate y leal al rey.
En 1946, se emitió una Resolución del Comité Central del Partido Comunista de los Bolcheviques de toda la Unión, que hablaba del "ejército progresista de la guardia". El significado progresista en la historiografía de entonces del ejército de Oprichnina era que su formación era una etapa necesaria en la lucha por fortalecer el estado centralizado y representaba la lucha del gobierno central, basado en la nobleza en servicio, contra la aristocracia feudal y los restos del aparato [ 62], para hacer imposible incluso un retorno parcial - y así garantizar la defensa militar del país.
I. I. Polosin sugiere: “ Quizás la escoba y la cabeza de perro de los guardias de Grozny estaban dirigidas no sólo contra la traición de los boyardos dentro del país, sino también contra... la agresión católica y el peligro católico ”.

## Legado

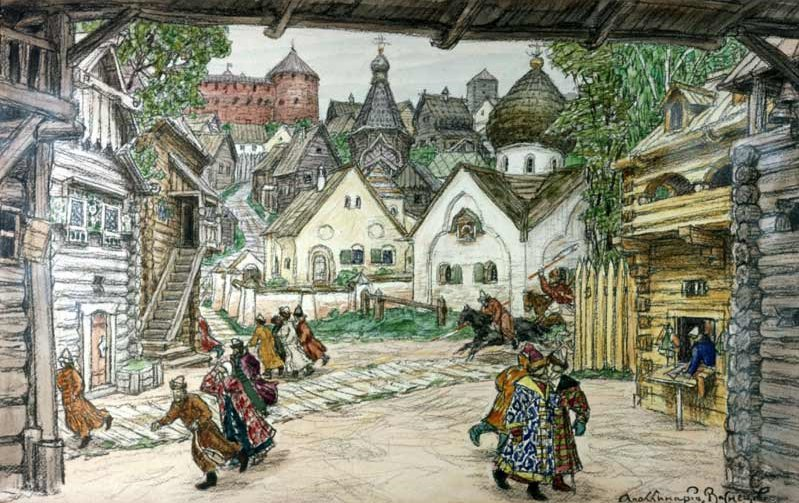
Boceto de decorado para la ópera El opríchnik de Chaikovski. Por Apolinari Vasnetsov, 1911.

Iván Lazhéchnikov escribió la tragedia El opríchnik (Опричник), en la cual Chaikovski basó su ópera homónima. Esta obra a su vez inspiró en 1911 la pintura de Apolinari Vasnetsov, que describe la calle de una ciudad y personas huyendo del pánico a la llegada de los opríchniki.
Años después del reinado de Iván El Terrible, el sistema Opríchnina continuó afectando a Rusia. El mismo Stalin basó muchos de sus esquemas depurativos en la «terrible y sedienta de sangre» Opríchnina, y la posición del zar quedó empañada para siempre con un sentido de poder terrible.
Serguéi Eisenstein representó a los opríchniki en su película Iván el Terrible (primera parte) como personas saludables y de apariencia limpia. En la película Iván el Terrible, segunda parte los vino a mostrar con una apariencia menos favorecida.
En 2006, el escritor ruso Vladímir Sorokin publicó la distopía El día del opríchnik cuya acción transcurre en 2027, en Moscú, donde se ha restaurado la autocracia con el zar reinando desde el Kremlin. Rusia está rodeada por una Gran Muralla Rusa y el idioma ruso aparece plagado de palabras chinas. La novela está dedicada al siniestro personaje histórico  Maliuta Skurátov.